# Szczutkowo
Szczutkowo – wieś w Polsce położona w województwie kujawsko-pomorskim, w powiecie włocławskim, w gminie Choceń.
W latach 1975–1998 miejscowość administracyjnie należała do województwa włocławskiego. Według Narodowego Spisu Powszechnego (III 2011 r.) liczyła 149 mieszkańców. Jest osiemnastą co do wielkości miejscowością gminy Choceń.